# Stylophorum sutchuense
Stylophorum sutchuense är en vallmoväxtart som först beskrevs av Adrien René Franchet, och fick sitt nu gällande namn av Friedrich Karl Georg Fedde. Stylophorum sutchuense ingår i släktet Stylophorum och familjen vallmoväxter. Inga underarter finns listade i Catalogue of Life.